# تپه کلات دوبره
تپه کلات دوبره مربوط به هزاره اول قبل از میلاد - سدهٔ ۸–۶ ه.ق است و در شهرستان ارومیه، بخش سیلوانه، دهستان ترگور، روستای دوبره واقع شده و این اثر در تاریخ ۲۵ آبان ۱۳۸۷ با شمارهٔ ثبت ۲۳۵۱۹ به‌عنوان یکی از آثار ملی ایران به ثبت رسیده است.